# Johann Karl Spener
Johann Carl Spener (* 7. Dezember 1710 Berlin; † 19. August 1756 ebendort) war ein deutscher Verleger.

## Leben
Spener war Enkel des lutherischen Theologen und Pietisten Philipp Jakob Spener und Sohn des Berliner Ratsherren und Apothekers Philipp Reinhard Spener (1673–1732).
1739 erwarb Spener die Buchhandlung von Gottfried Gedicke. Mit seinem Schwager Ambrosius Haude führte er schon ab 1745 einzelne Verlagsprojekte durch, so zum Beispiel bei der Herausgabe der kleineren Schriften des Mathematikers Leonhard Euler und bei der Herausgabe von Friedrichs II. „Memoires pour servir à l'histoire des années 1744 et 1745“. 1748 stieg Spener als Teilhaber an der Seite seiner Schwester in den Verlag ihres verstorbenen Ehemanns Ambrosius Haude ein, der nun den Namen Haude und Spener erhielt.
1748 heiratete Spener Sophie Helene Würful (1728–1799). Aus der Ehe gingen die beiden Söhne Johann Carl Philipp (1749–1827)  und Christian Sigismund (1753–1813) hervor.